# Pawilon Najwyższej Harmonii

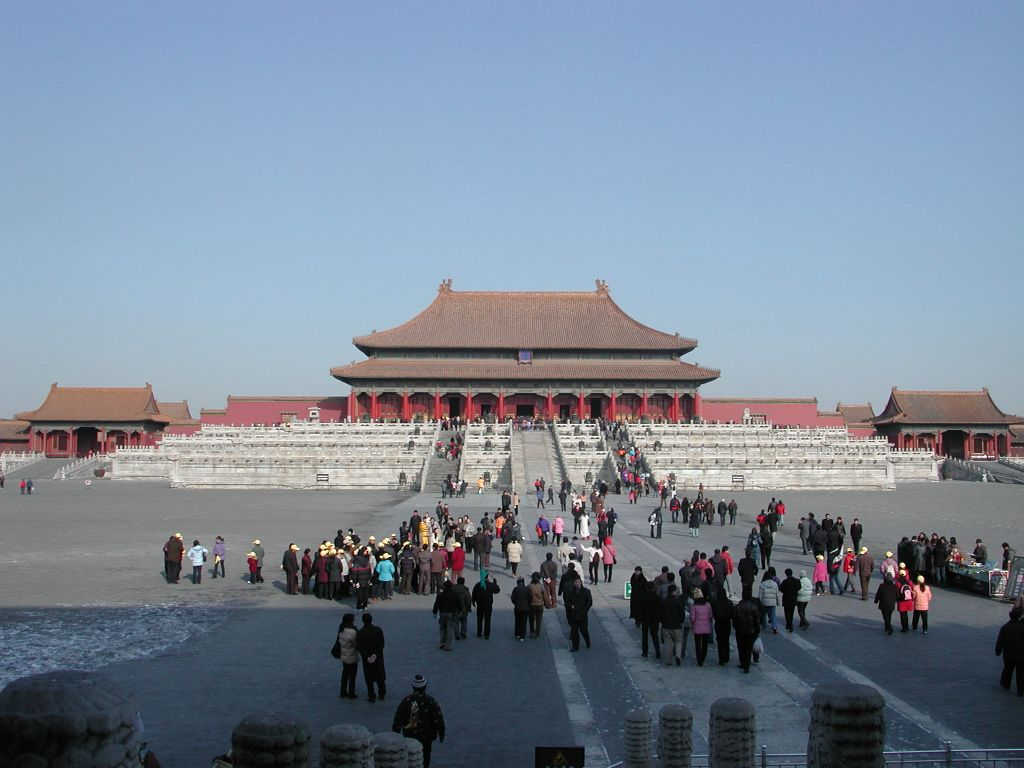
Pawilon Najwyższej Harmonii

Pawilon Najwyższej Harmonii (chiń. 太和殿, Tàihédiàn) – główny, największy budynek Zakazanego Miasta. Znajduje się w jego centrum, na dziedzińcu zewnętrznym, za Bramą Najwyższej Harmonii (Taihemen).
Pawilon zajmuje powierzchnię 2377 m². Pokryty jest czterospadową, podwójną konstrukcją dachową wspartą na potężnych kolumnach, które wewnątrz budynku są pozłacane. Wznosi się na trzech wielkich tarasach ziemnych licowanych kamieniem, z balustradami z białego marmuru. Na górę prowadzą trzy pasma schodów, z których środkowe pełni rodzaj podejścia wyłożonego marmurowymi płaskorzeźbami z wyobrażeniami smoków. Drogą tą mogła poruszać się jedynie lektyka z cesarzem.
Pawilon został wybudowany w 1420 roku, za panowania cesarza Yongle i przebudowany w 1695 roku przez cesarza Kangxi. Służył jako miejsce cesarskich audiencji, konsultacji i obchodów najważniejszych ceremonii państwowych. W nim odbywały się intronizacje nowych cesarzy, nominacje urzędnicze i audiencje dla zagranicznych poselstw. Cesarz zasiadał na tronie pośrodku sali, otoczony kadzielnicami.